# De l'amour (film, 1964)
Pour les articles homonymes, voir De l'amour.
Pour plus de détails, voir Fiche technique et Distribution.
De l'amour est un film franco-italien réalisé par Jean Aurel et sorti en 1964.

## Synopsis
Raoul  (Michel Piccoli) est un séducteur, et Hélène (Anna Karina), sa compagne, se lasse de son comportement et le quitte. Raoul tente de conquérir Sophie (Joanna Shimkus) sans succès, puis se tourne vers Mathilde (Elsa Martinelli), jeune femme très entreprenante.

## Fiche technique
- Titre italien : La calda pelle
- Réalisation : Jean Aurel
- Scénario : Jean Aurel et Cécil Saint-Laurent, d'après l'essai De l'amour de Stendhal
- Producteur : Pierre Braunberger
- Musique : André Hodeir
- Image : Edmond Richard
- Lieu de tournage : Paris
- Type : Noir et blanc
- Montage : Agnès Guillemot, Geneviève Vaury
- Durée : 90 minutes
- Dates de sortie : 
  - Italie : 29 décembre 1964
  - France : 20 janvier 1965
- Affiche : Gilbert Allard (France)

## Distribution
- Michel Piccoli : Raoul
- Anna Karina : Hélène
- Elsa Martinelli : Mathilde
- Joanna Shimkus : Sophie
- Jean Sorel : Antoine
- Philippe Avron : Serge
- Bernard Garnier : Werther
- Katia Christine
- Bernard Nicolas : Frédéric